# Кургонча (Джаббар-Расуловский район)
Кургонча (тадж. Қӯрғонча) — село в Джаббар-Расуловском районе Согдийской области Республики Таджикистан. Входит в состав джамоата (сельской общины) Хаётинав Джаббар-Расуловского района.
Находится на расстоянии 20 км от райцентра (пгт. Мехробод) и 32 км от центра общины (село Мехргон).
Население — 4510 чел. (2017).